# Emil Zátopek
Emil Ferdinand Zátopek  hør ? (født 19. september 1922 i Kopřivnice, død november 2000 i Prag) var en tjekkisk atlet og OL guldvinder i langdistanceløb.
Zátopek er den eneste løber i historien, der har vundet både 5.000 m, 10.000 m og maratonløb ved det samme OL, og han var i 1954 den første atlet, der brød 29 minuttersmuren i 10.000 m løb.

## Atletikkarriere
Zátopek begyndte at løbe, mens han arbejdede på en skofabrik, hvor ledelsen pressede ham til at deltage i et 1500 m løb, som han ellers søgte at undgå. Da det ikke lykkedes, gav han sig fuldt ud, idet han med markante grimasser og svingende skuldre (en løbestil, der senere skulle blive hans varemærke) kæmpede sig frem i et hundrede mand stort felt og endte på andenpladsen. Oplevelsen gav ham smag for løb og for at afprøve sine grænser. Han begyndte mere systematisk at løbetræne, mens han var i militæret under anden verdenskrig, og han trænede på alle tænkelige måder, der omfattede løb i militærstøvler, løb i mørke, løb i sne. Han opfandt også sin egen form for intervaltræning.
Verden fik for alvor øjnene op for Zátopek ved OL 1948, hvor han i 10.000 m løbet blandt andet mødte europamesteren fra 1946 og verdensrekordholderen, finnen Viljo Heino. Heino lagde sig da også i spidsen fra begyndelsen, men efter 3 km tog Zátopek over, hvilket ødelagde løbet for Heino, der efterfølgende udgik efter 6 km. Zátopek lagde mere og mere afstand til feltet og havde indhentet alle, bortset fra franskmanden Alain Mimoun, med mindst en omgang. Tjekken vandt med et forspring på næsten 48 sekunder, mens Mimoun fik sølv og svenske Bertil Albertsson bronze. Efter denne sejr var han også blandt favoritterne i 5.000 m løbet, og han lagde sig fra løbets start i spidsen med belgiske Gaston Reiff, svenske Erik Ahldén og hollandske Wim Slijkhuis i hælene. På niende omgang satte Reiff farten op og havde 30 m forspring ved indgangen til sidste runde. Zátopek forsøgte at hente ham med 300 m tilbage og nåede næsten op, men belgieren vandt, Zátopek fik sølv (0,2 sekund efter) og Slijkhuis bronze.
Ved EM i 1950 vandt han begge disse løb, og i perioden 1949-1954 satte han 18 verdensrekorder på distancer fra 5.000 m til 30.000 m.
OL 1952 i Helsinki blev det stævne, der med gjorde ham legendarisk i sportshistorien. Han var som forsvarende mester og verdensrekordholder favorit i 10.000 m, og han lagde sig i spidsen efter seks omgange. Franske Alain Mimoun, toeren fra OL 1948, fulgte med ham til 8 km, men måtte derpå se tjekken øge forspringet, så hans forspring i mål var næsten 16 sekunder til Mimoun, der fik sølv, mens Aleksandr Anufriev fra Sovjetunionen fik bronze. I 5.000 m var han også favorit, men her blev løbet tættere med fire løbere, der havde kontakt til ham indtil de sidste få omgange. Med en omgang tilbage tog en britisk løber føringen og to andre fulgte med ham, men Zátopek rykkede i det sidste sving og genvandt føringen, så han fik sin anden guldmedalje ved legene, mens Mimoun også her fik sølv og tyske Herbert Schade bronze. Senere samme dag vandt Zátopeks kone, Dana Zátopkova, guld i spydkast. Nogle dage senere forsøgte Zátopek sig for første gang i maratonløb, hvor briten Jim Peters var forhåndsfavoritten, og Peters lagde ud i et hæsblæsende tempo på de første fem kilometer, mens Zátopek holdt sig mere tilbage. Peters førte fortsat efter 20 km, men blev snart indhentet af tjekken og svenskeren Gustaf Jansson. Peters måtte udgå med kramper efter to timer, mens Zátopek ikke så sig tilbage og trak mere og mere fra Jansson. I mål var tjekken to et halvt minut foran, og Jansson blev hentet af argentinske Reinaldo Gorno, der fik sølv, mens Jansson fik bronze. Med guldmedaljen på maratondistancen blev Zátopek den første og hidtil eneste, der har vundet de tre længste OL-distancer. Han sagde senere, at han ikke kunne gå i en uge efter maratonløbet, men at det var den mest behagelige udmattelse, han nogensinde havde oplevet. Da det jamaicanske hold, kort efter han var kommet i mål, vandt 4 × 100 m stafetten, hyldede de Zátopek ved at bære ham en æresrunde, mens et fyldt stadion taktfast råbte hans navn.
Ved EM 1954 vandt han igen 10.000 m og satte i den forbindelse sin verdensrekord ved som den første at løbe under 29 minutter (28.54,2 minutter), mens han blev nummer tre på 5.000 m. Ved OL 1956 i Melbourne var han tilmeldt på disse to distancer, men endte med kun at løbe maratonløbet. Her var han dog mærket af en nylig brokoperation, og han måtte se sin gamle rival og ven, Alain Mimoun, løbe med sejren, mens Zátopek blev nummer seks. Mimoun ventede på ham, der ikke så franskmanden, men da Mimoun fortalte ham, at han vundet, lykønskede Zátopek ham hjerteligt.
Gennem sin karriere var Zátopek yderst vellidt, også hos sine konkurrenter. Ved OL 1952 henvendte den australske løber, Les Perry, sig til sit tjekkiske idol, noget kontroversiel under den kolde krig, men Zátopek var meget imødekommende og inviterede Perry til at træne sammen med sig inden 5000 m løbet, som de begge var med i, og rørt af sin nye vens mod lovede han ham sin løbebluse, men først efter maratonløbet. Han holdt sit ord, og Perry fik blusen.

## Hæder
Les Perry fik etableret et årligt løb i Australien, Zátopek:10, til tjekkens ære. Det er et 10 km løb (Zátopeks favorit), der fortsat afholdes og tiltrækker mange af de bedste langdistanceløbere.
Han modtog i 1989 den Olympiske Orden i sølv, han fik opkaldt en asteroide efter sig (5910 Zátopek), og da han døde i 2000 fik han en statsbegravelse i den tjekkiske hovedstad Prag.